# Round and Round (pesem, Selena Gomez & the Scene)
"Round and Round" je pesem ameriške glasbene skupine Selena Gomez & the Scene iz njihovega drugega glasbenega albuma, A Year Without Rain. Pesem so napisali Selena Gomez, Fefe Dobson in Cash Money-jev Kevin Rudolf, ki je singl tudi produciral. Round & Round je dance-pop pesem z rock in disco ritmom. Kot glavni singl drugega glasbenega albuma Selena Gomez & the Scene, A Year Without Rain, je izšel 22. junija 2010. 
Začetne kritike pesmi so bile v glavnem pozitivne, kritiki pa so ugotavljali, da je singl atrakcija, ki presega njihove demografske izkušnje. Pesem je pristala na štiriindvajsetem mestu lestvice Billboard Hot 100 in tako postala najuspešnejši singl glasbene skupine. Glasbena skupina je s pesmijo nastopila večkrat, med drugim tudi v oddaji America's Got Talent. Remix pesmi naj bi izdal ameriški glasbeni ustvarjalec, Jason Derülo v sodelovanju z glasbeno skupino.

## Sestava
Pesem je electropop zvrsti z vplivom disco žanra in dance ritmom. Med raznimi verzi ima tudi značilnosti rock glasbe. Po mnenju Amarja Toora iz AOL Radio Blog so pesem navdihnili singli Kylie Minogue, ki jih je izdala v letu 2001. V pesmi glavna pevka glasbene skupine, Selena Gomez opiše svojo povezavo z nekom, ki z njo igra miselne igrice in ji pošilja nerazločna in mešana sporočila. Zaradi tega se z njim vrti "okrog in okrog" ("round and round"), nikoli se ne premakneta naprej in nimata stalnega razmerja. V sredini pesmi Selena Gomez besedilo bolj govori kot poje, zaradi česar začne z rapom v stilu Ke$he.

## Kritike
Bill Lamb s spletne strani About.com je pesmi dodelil štiri zvezdice od petih, saj "... ima pesem 'Round & Round' bolj zrel zvok, ki ga bodo takoj začeli poslušati tudi odrasli poslušalci". Napisal je tudi: "Vsi veliki pop dance glasbeni ustvarjalci bi bili presrečni, če bi dobili v roke takšno ognjevito pesem, kot je 'Round & Round'." Becky Bain s spletne strani Idolater.com je pesem označila za "privlačno dance pesem, ki spominja za zvoke Kylie Minogue."

## Videospot
Obstajata dva različna videospota za pesem "Round & Round", oba pa sta bila snemana v Budimpešti, Madžarska in imata vohunsko temo. Videospota sta sestavljena iz posnetkov glasbene skupine, ki se hitro menjavajo. Band je na obisku v Budimpešti z namenom, ki čez videospota ni prikazan, poskušajo pa ubežati skrivnostnemu možu. V sceni, v kateri nastopajo, je glasbena skupina prikazana v sobi z zapletenim pozlačenim stropom, v kateri igrajo na inštrumente in pojejo. Eden izmed videospotov se konča s prizorom, v katerem glavna pevka Selena Gomez s pomočjo kitarista Ethana Robertsa beži pred moškim. V zadnji sceni zbeži pred njim z na belem motorju. Druga verzija se začne s Seleno Gomez v osvetljenem prostoru. Na koncu videospota Gomezova s pomočjo Robertsa zbeži, skrivnostni moški pa pade z balkona. Gledalec ne ve, kako se je moški znašel tam, vendar se lahko domneva, da so za to odgovorni Selena Gomez in ostali člani skupine. Zadnja scena pokaže glavno pevko Seleno Gomez, ki zbeži stran od razsvetljenega prostora. Nadine Cheung iz AOL JSYK je napisala: "Obožujemo zgodbo za video in to, kako se meša s posnetki nastopa Selene Gomez in njenega banda. Seveda je sedemnajstletnica oblečena v osupljivo opravo, ne glede na to, ali nastopa z bandom ali beži pred agentoma, oblečena v plašč, ki ji sledita."

## Nastopi v živo
S pesmijo "Round and Round" so Selena Gomez & the Scene 14. julija 2010 nastopili v oddaji America's Got Talent. Nastope s pesmijo so napovedali tudi za oddaje, kot so The Late Show with David Letterman in Late Night with Jimmy Fallon. Selena Gomez in ostali člani glasbene skupine bodo s promocijo nadaljevali tudi v oddajah, kot so Today, The View in Fox and Friends.

## Dosežki
| Lestvica (2010)        | Dosežek |
| ---------------------- | ------- |
| Belgium Ultratip       | 19      |
| Canadian Hot 100       | 76      |
| U.S. Billboard Hot 100 | 24      |

## Zgodovina izidov
| Regija                  | Datum          | Format    |
| ----------------------- | -------------- | --------- |
| Združene države Amerike | 22. junij 2010 | Digitalno |
| Združene države Amerike | 29. junij 2010 | Radio     |